# Hrvatski nogometni kup 2012/13
Der Hrvatski nogometni kup 2012/13 war der 22. Wettbewerb um den kroatischen Fußballpokal nach der Loslösung des kroatischen Fußballverbandes aus dem jugoslawischen Fußballverband.
Hajduk Split setzte sich in zwei Finalspielen gegen Lokomotiva Zagreb durch. Es war Hajduks 6. Pokalsieg im unabhängigen Kroatien und der 15. insgesamt.

## Modus
Ab dem Viertelfinale einschließlich des Finales wurden jeweils Hin- und Rückspiele ausgetragen. Bei gleicher Anzahl an Toren aus beiden Spielen kam die Mannschaft weiter, die auswärts mehr Tore erzielt hatte. Herrschte auch hier Gleichstand, wurde ein Elfmeterschießen zur Ermittlung des Siegers ausgetragen.

## Teilnehmer
An der Vorrunde
- 21 Sieger des Bezirkspokals
- 11 Finalisten des Bezirkspokals aus den Fußballverbänden mit der größten Anzahl registrierter Fußballclubs

| Bezirk              | Sieger                | Finalist                         |
| ------------------- | --------------------- | -------------------------------- |
| Bjelovar-Bilogora   | NK Mladost Ždralovi   | NK Bjelovar                      |
| Brod-Posavina       | NK Oriolik            | NK Tomislav-PAN Donji Andrijevci |
| Dubrovnik-Neretva   | NK GOŠK Dubrovnik     |                                  |
| Istrien             | NK Vrsar              | NK Jedinstvo Omladinac           |
| Karlovac            | NK Slunj              |                                  |
| Koprivnica-Križevci | NK Koprivnica         | NK Mladost Mali Otok             |
| Krapina-Zagorje     | NK Zagorec Krapina    |                                  |
| Lika-Senj           | NK Novalja            |                                  |
| Međimurje           | NK Sloboda Slakovec   | NK Nedelišće                     |
| Osijek-Baranja      | NK Višnjevac          | NK Belišće                       |
| Požega-Slawonien    | NK Slavija Pleternica |                                  |

| Bezirk               | Sieger                      | Finalist                |
| -------------------- | --------------------------- | ----------------------- |
| Primorje-Gorski      | NK Vinodol Novi Vinodolski  |                         |
| Sisak-Moslavina      | NK Libertas Novska          | ŠNK Mladost Repusnica   |
| Split-Dalmatien      | RNK Split                   |                         |
| Šibenik-Knin         | NK Krka Lozovac             |                         |
| Varaždin             | NK Zadrugar Hrastovsko      | NK Ivančica Ivanec      |
| Virovitica-Podravina | NK Virovitica               |                         |
| Vukovar-Syrmien      | NK Zrinski Tordinci         | NK Vuteks-Sloga Vukovar |
| Zadar                | NK Zadar                    |                         |
| Stadt Zagreb         | NK Tekstilac Ravnice Zagreb | Lokomotiva Zagreb       |
| Zagreb               | HNK Gorica                  | NK Zelina               |

Am Sechzehntelfinale
- Die 16 punktbesten Vereine der Fünfjahres-Pokalwertung. (63 Punkte für den Pokalsieger, 31 für den unterlegenen Finalisten, 15 für die Halbfinalisten, 7 für die Viertelfinalisten, 3 für die Achtelfinalisten und 1 Punkt für die Sechzehntelfinalisten.)

| - 1. Dinamo Zagreb (267) - 2. Hajduk Split (143) - 3. NK Slaven Belupo (67) - 4. NK Varaždin (65) | - 5. NK Zagreb (51) - 6. Cibalia Vinkovci (45) - 7. HNK Šibenik (41) - 8. HNK Rijeka (35) | - 09. Inter Zaprešić (23) - 10. NK Osijek (21) - 11. NK Pomorac Kostrena (21) - 12. HNK Segesta Sisak (14) | - 13. NK Istra 1961 (13) - 14. NK Konavljanin Čilipi (12) - 15. NK Karlovac (10) - 16. NK Zagora Unešić (8) |

## Ergebnisse

### Vorrunde
Die Spiele fanden am 28. und 29. August 2012 statt.
|                             | Ergebnis              |                                  |
| --------------------------- | --------------------- | -------------------------------- |
| NK Vrsar                    | 5:0                   | NK Tomislav-PAN Donji Andrijevci |
| NK Koprivnica               | 0:0 n. V. (5:4 i. E.) | NK Vuteks-Sloga Vukovar          |
| NK Virovitica               | 1:4                   | RNK Split                        |
| NK Libertas Novska          | 2:1                   | NK Mladost Ždralovi              |
| NK Slunj                    | 2:1                   | NK Zadrugar Hrastovsko           |
| NK Tekstilac Ravnice Zagreb | 1:1 n. V. (4:5 i. E.) | NK Višnjevac                     |
| NK Ivančica Ivanec          | 2:2 n. V. (4:3 i. E.) | NK Oriolik                       |
| ŠNK Mladost Repusnica       | 1:2                   | NK Zrinski Tordinci              |
| HNK Gorica                  | 4:0                   | NK Sloboda Slakovec              |
| NK Bjelovar                 | 1:2                   | NK Vinodol Novi Vinodolski       |
| Lokomotiva Zagreb           | 7:0                   | NK Slavija Pleternica            |
| NK Novalja                  | 3:1                   | NK Zagorec Krapina               |
| NK Zelina                   | 9:0                   | NK Mladost Mali Otok             |
| NK Zadar                    | 4:3                   | NK Belišće                       |
| NK Krka Lozovac             | 00:3 1                | NK Nedelišće                     |
| NK GOŠK Dubrovnik           | 03:0 2                | NK Jedinstvo Omladinac           |

### Sechzehntelfinale
Die Spiele fanden am 25. und 26. September 2012 statt.
|                            | Ergebnis              |                       |
| -------------------------- | --------------------- | --------------------- |
| NK Vrsar                   | 0:3                   | Dinamo Zagreb         |
| HNK Gorica                 | 3:0                   | Inter Zaprešić        |
| Lokomotiva Zagreb          | 4:2                   | HNK Segesta Sisak     |
| NK Slunj                   | 0:4                   | Hajduk Split          |
| NK Zrinski Tordinci        | 0:4                   | NK Zagreb             |
| NK Vinodol Novi Vinodolski | 0:2                   | Cibalia Vinkovci      |
| NK Novalja                 | 0:1                   | NK Osijek             |
| NK Ivančica Ivanec         | 1:2                   | NK Slaven Belupo      |
| NK GOŠK Dubrovnik          | 1:1 n. V. (3:2 i. E.) | HNK Šibenik           |
| NK Nedelišće               | 1:0 n. V.             | HNK Rijeka            |
| NK Koprivnica              | 2:1 n. V.             | NK Pomorac Kostrena   |
| NK Višnjevac               | 1:2                   | NK Istra 1961         |
| RNK Split                  | 5:1                   | NK Zagora Unešić      |
| NK Zadar                   | 2:0                   | NK Konavljanin Čilipi |
| NK Libertas Novska         | 03:0 1                | NK Varaždin           |
| NK Zelina                  | 03:0 2                | NK Karlovac           |

### Achtelfinale
Die Spiele fanden am 30. und 31. Oktober 2012 statt.
|                   | Ergebnis  |                    |
| ----------------- | --------- | ------------------ |
| Dinamo Zagreb     | 2:3 n. V. | NK Zadar           |
| Lokomotiva Zagreb | 3:2       | NK Libertas Novska |
| NK Zagreb         | 1:2       | NK Zelina          |
| NK Osijek         | 3:2 n. V. | NK Istra 1961      |
| NK Slaven Belupo  | 2:0 n. V. | NK Koprivnica      |
| Hajduk Split      | 2:1       | RNK Split          |
| Cibalia Vinkovci  | 1:0       | HNK Gorica         |
| NK GOŠK Dubrovnik | 2:0 n. V. | NK Nedelišće       |

### Viertelfinale
Die Hinspiele fanden am 21. November 2012 statt, die Rückspiele am 28. November.
|                   | Gesamt |                   | Hinspiel | Rückspiel |
| ----------------- | ------ | ----------------- | -------- | --------- |
| NK Zadar          | 2:3    | NK Slaven Belupo  | 1:0      | 1:3       |
| NK Zelina         | 1:3    | Hajduk Split      | 1:1      | 0:2       |
| NK GOŠK Dubrovnik | 0:1    | Lokomotiva Zagreb | 0:1      | 0:0       |
| Cibalia Vinkovci  | 4:2    | NK Osijek         | 1:1      | 3:1       |

### Halbfinale
Die Hinspiele fanden am 3. und 10. April 2013 statt, die Rückspiele am 17. April.
|                  | Gesamt |                   | Hinspiel | Rückspiel |
| ---------------- | ------ | ----------------- | -------- | --------- |
| Cibalia Vinkovci | 1:4    | Lokomotiva Zagreb | 1:1      | 0:3       |
| NK Slaven Belupo | 2:3    | Hajduk Split      | 1:2      | 1:1       |

### Finale

#### Hinspiel
| Hajduk Split                          | Hajduk Split | Lokomotiva Zagreb | Lokomotiva Zagreb |
| ------------------------------------- | --- | --- | ----------------- |
| Hajduk Split                          | \| 8. Mai 2013 in Split (Stadion Poljud) \| \| Ergebnis: 2:1 (0:0) \| \| Zuschauer: 20.000 \| \| Schiedsrichter: Andrej Burilo \| \| Spielbericht \| | \| 8. Mai 2013 in Split (Stadion Poljud) \| \| Ergebnis: 2:1 (0:0) \| \| Zuschauer: 20.000 \| \| Schiedsrichter: Andrej Burilo \| \| Spielbericht \| | Lokomotiva Zagreb |
| Hajduk Split                          | Goran Blažević – Avdija Vršajević, Goran Jozinović, Mario Maloča, Goran Milović – Rúben Lima, Tino-Sven Sušić, Mijo Caktaš, Ivan Vuković (65. Anton Maglica) – Franko Andrijašević (29. Antonio Jakoliš), Jean Kouassi (83. Danijel Stojanović) Cheftrainer: Igor Tudor | Dominik Picak – Ivan Boras, Karlo Bručić, Tomislav Barbarić, Leonard Mesarić – Mate Maleš, Marko Pjaca (65. Ivan Peko), Dinko Trebotić (71. Mathias Chago), Andrej Kramarić (90.+2' Mario Musa) – Domagoj Antolić, Mario Šitum Cheftrainer: Tomislav Ivković | Lokomotiva Zagreb |
| Hajduk Split                          | 1:1 Anton Maglica (66.) 2:1 Jean Kouassi (69.) | 0:1 Domagoj Antolić (53.) | Lokomotiva Zagreb |
| Hajduk Split                          | Vršajević (62.) | Peko (81.) | Lokomotiva Zagreb |
| 8. Mai 2013 in Split (Stadion Poljud) | | |                   |
| Ergebnis: 2:1 (0:0)                   | | |                   |
| Zuschauer: 20.000                     | | |                   |
| Schiedsrichter: Andrej Burilo         | | |                   |
| Spielbericht                          | | |                   |

#### Rückspiel
| Lokomotiva Zagreb                         | Lokomotiva Zagreb | Hajduk Split | Hajduk Split |
| ----------------------------------------- | --- | --- | ------------ |
| Lokomotiva Zagreb                         | \| 22. Mai 2013 in Zagreb (Stadion Maksimir) \| \| Ergebnis: 3:3 (1:1) \| \| Zuschauer: 10.000 \| \| Schiedsrichter: Ante Vučemilović \| \| Spielbericht \|                                                                                          | \| 22. Mai 2013 in Zagreb (Stadion Maksimir) \| \| Ergebnis: 3:3 (1:1) \| \| Zuschauer: 10.000 \| \| Schiedsrichter: Ante Vučemilović \| \| Spielbericht \| | Hajduk Split |
| Lokomotiva Zagreb                         | Dominik Picak – Ivan Boras, Karlo Bručić, Tomislav Barbarić, Ante Puljić – Mate Maleš (87. Mathias Chago), Marko Pjaca (82. Mario Musa), Filip Mrzljak (52. Ivan Peko), Domagoj Antolić – Andrej Kramarić, Mario Šitum Cheftrainer: Tomislav Ivković | Lovre Kalinić – Avdija Vršajević (65. Mirko Oremuš), Goran Jozinović, Mario Maloča, Goran Milović – Rúben Lima, Tino-Sven Sušić, Mijo Caktaš, Anton Maglica (82. Antonio Jakoliš) – Ivan Vuković (51. Danijel Stojanović), Jean Kouassi Cheftrainer: Igor Tudor | Hajduk Split |
| Lokomotiva Zagreb                         | 1:0 Mario Šitum (8.) 2:2 Andrej Kramarić (70.) 3:3 Karlo Bručić (90.+3') | 1:1 Ivan Vuković (45.) 1:2 Tino-Sven Sušić (50.) 2:3 Danijel Stojanović (72.) | Hajduk Split |
| Lokomotiva Zagreb                         | Ivan Boras (27.), Puljić (40.) | Sušić (25.), Jozinović (39.), Vuković (45.), Milović (68.), Caktaš (85.) | Hajduk Split |
| 22. Mai 2013 in Zagreb (Stadion Maksimir) | | |              |
| Ergebnis: 3:3 (1:1)                       | | |              |
| Zuschauer: 10.000                         | | |              |
| Schiedsrichter: Ante Vučemilović          | | |              |
| Spielbericht                              | | |              |

## Torschützenliste
| Pl. | Name              | Mannschaft        | Tore |
| --- | ----------------- | ----------------- | ---- |
| 01. | Mario Šitum       | Lokomotiva Zagreb | 7    |
| 02. | Leo Biondić       | NK Vrsar          | 5    |
| 03. | Andrej Kramarić   | Lokomotiva Zagreb | 4    |
| 03. | Tomislav Medved   | NK Zelina         | 4    |
| 03. | Antonio Mršić     | NK Zadar          | 4    |
| 06. | Domagoj Abramović | HNK Gorica        | 3    |
| 06. | Mladen Bartolović | Cibalia Vinkovci  | 3    |
| 06. | Dražen Jelić      | RNK Split         | 3    |
| 06. | Tino-Sven Sušić   | Hajduk Split      | 3    |